# Juniperia producta
Juniperia producta är en insektsart som först beskrevs av Van Duzee 1915.  Juniperia producta ingår i släktet Juniperia och familjen vedstritar. Inga underarter finns listade i Catalogue of Life.